# Zagros-Gebirge
Das Zagros-Gebirge (oder Zagrosgebirge bzw. Zāgros-Gebirge) oder Sagros (auch Zāgros, persisch كوه هاى زاگرس, DMG Kūh-hā-ye Zāgros; kurdisch Çiyayên Zagrosê; lurisch كۆیەل زاگرۥۇس) ist das größte Gebirge Irans, wobei kleinere Teile sich auch auf dem Gebiet des Irak bzw. der autonomen Region Kurdistan befinden. Es ist Teil des Alpidischen Gebirgssystems. Der höchste Punkt des Zagros ist mit 4409 m der Gipfel des Qasch Mastan (persisch قاش مستان Qāsch Mastān, DMG Qāš[-e] Mastān) oder Bizhan 3 (persisch بیژن ٣ Bīzhan Se, DMG Bīžan se) in der Dena-Kette.

## Geografie
Der Zagros zieht sich über etwa 1500 km von der Provinz Kurdistan an der irakischen Grenze bis zur Straße von Hormus, wo sich Vorderasien und die Arabische Halbinsel auf 50 km nähern. Das Gebirge läuft etwa parallel zum Schwemmland des Tigris bzw. zum Persischen Golf in 50 bis 100 km Entfernung und ist in mehreren Gebirgszügen 200 bis 300 km breit.
Die höchsten Gipfel erreichen nahe der Großstadt Isfahan über 4400 m Höhe, während sie etwas südlicher bei Schiraz um ca. 1000 m niedriger sind.
Der Kel-i-Schin-Pass zwischen Rawanduz (Irak) und Miandoab (Iran) ist der einzige Pass durch den nördlichen Teil des Zagros.

## Geologie

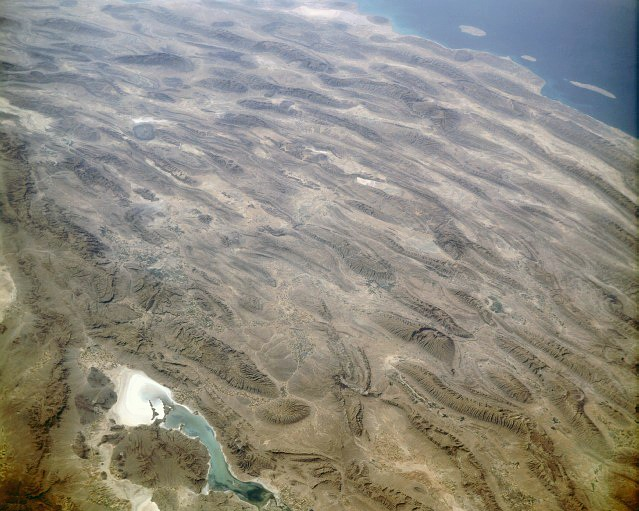
Satellitenaufnahme von 1992 mit dem Bachtegansee im Vordergrund und dem Persischen Golf im Hintergrund.

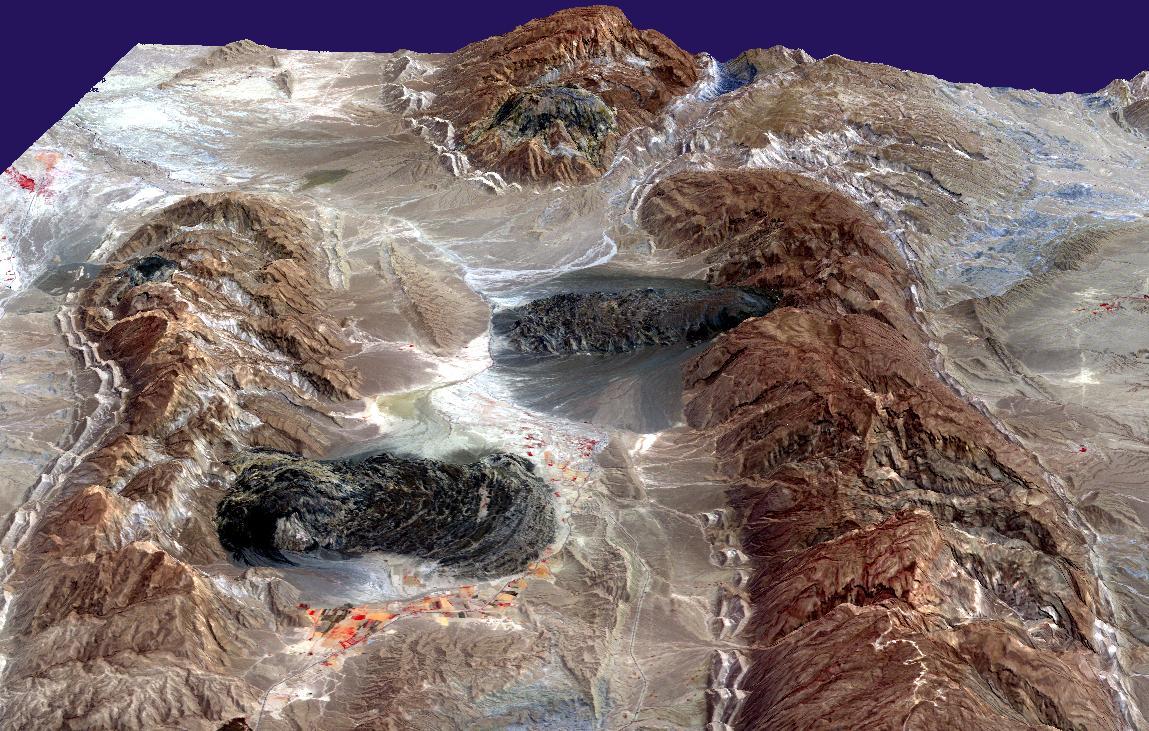
Salzgletscher, südliche Fars-Provinz, Iran.

Das Zagrosgebirge wurde im Zuge der Alpidischen Orogenese durch die Kollision zweier Kontinentalplatten – der eurasischen und der arabischen Platte – gebildet. Aktuelle GPS-Messungen in Iran haben gezeigt, dass diese Kollision noch aktiv ist. Die daraus resultierende Verformung ist aber nicht gleichmäßig in Iran verteilt, sondern hauptsächlich in den großen Gebirgsketten des Elburs und des Zagros anzutreffen.
Ein relativ dichtes GPS-gestütztes Netz, das den Zagros im iranischen Teil abdeckt, beweist auch eine hohe Verformung innerhalb des Zagros. Die Messungen zeigen, dass die aktuelle Rate der Verkürzung im südöstlichen Teil des Zagros ~ 10 mm/a und im nordwestlichen Teil ~ 5 mm/a ist. Diese beiden Zonen unterschiedlicher Deformierung werden durch die Kazerun-Verwerfung getrennt. Die GPS-Ergebnisse zeigen auch verschiedene Verkürzungsrichtungen entlang des Gebirges an, d. h. normale Verkürzung im Südost und schräge Verkürzung im Nordwestzagros.
Die Sedimentbedeckung des Zagros liegt im Südosten auf einer Schicht von Steinsalz, während im Nordwesten keine oder nur eine sehr dünne Salzschicht vorhanden ist. Das Salz führt zu einer Abscherung. Diese unterschiedliche basale Abscherung bewirkt, dass es zu beiden Seiten der Kazerun-Verwerfung unterschiedliche Topografien gibt. So ist im Nordwesten das Gelände höher und weniger deformiert, wohingegen im Südosten das Gegenteil der Fall ist.
Spannungen in der Erdkruste durch die Kollision verursachten eine umfangreiche Faltung der bestehenden geschichteten Sedimentgesteine. Nachfolgende Erosion entfernte weiche Gesteine, wie Tonstein und Schluffstein. Härtere Gesteine, wie Kalkstein (calciumreiches Gestein, bestehend aus den Resten mariner Organismen) und Dolomit (Felsen ähnlich wie Kalkstein, enthält Calcium und Magnesium) blieben übrig. Diese differentielle Erosion formte die geraden Bergrücken des Zagrosgebirges.
Salzstöcke und Salzgletscher sind ein häufiges Merkmal des Gebirges. Salzstöcke sind ein wichtiges Ziel für die Öl-Exploration, da sich in ihrer Nähe, immer unterhalb undurchlässiger Erdschichten, oft Erdgas und darunter Erdöl ansammelt.
Die Berge sind in viele parallele Gebirgsketten (bis zu 10 oder 250 km breit) unterteilt und haben das gleiche Alter wie die Alpen. Die wichtigsten Ölfelder Irans liegen in den westlichen zentralen Ausläufern des Zagrosgebirges. Die südlichen Bereiche der Provinz Fars haben etwas niedrigere Gipfel (bis zu 4000 Meter). Sie enthalten einige Kalkfelsen mit reichlich marinen Fossilien.
Das Kuhrudgebirge bildet in 300 km Entfernung östlich des Zagros eine der parallelen Gebirgsketten. Der Bereich zwischen diesen beiden imposanten Bergketten ist die Heimat einer großen Bevölkerung, die in den dazwischen liegenden Tälern lebt. Die Täler liegen ziemlich hoch und haben ein gemäßigtes Klima. Die Binnenflüsse, welche in riesige Salzseen münden, sorgen für angenehme Klimate auf den Hochflächen um Schiraz und Isfahan.

## Paläogeographie und Vorzeitklima in Südostiran: Der Ost-Zagros (Kuhrud) während der Eiszeit
Die eigentlich zum eigenständigen Kuhrud-Gebirge zu zählenden Gebirgsmassive östlich des Zagros, der Kuh-i-Jupar (29°40' – 30°15'N, 56°50' – 57°35'E, 4135 m ü. M.), Kuh-i-Lalezar (4374 m) und Kuh-i-Hezar (4469 m), die heute keine Gletscher aufweisen, waren während einer älteren Eiszeit (Riß-Kaltzeit bzw. pre-LGP = pre-Last Glacial Period) bis maximal auf 1900 m ü. M. hinab und während der letzten Eiszeit (Würm-Kaltzeit bzw. LGP) bis maximal auf 2160 m ü. M. hinab vergletschert. Dabei entstand z. B. auf der Nordseite des Kuh-i-Jupar ein ca. 20 km breiter Vorlandgletscher, der von einem 17 km langen Tal- bis Vorlandgletscher gespeist worden ist. Die Talgletschermächtigkeit erreichte 350 bis 550 m. Die Gletscherschneegrenze (ELA), als Höhengrenze zwischen Gletschernährgebiet und Abschmelzzone war um durchschnittlich 1590 (Ältere Vereisung) bzw. 1490 (Jüngere Vereisung) Höhenmeter abgesenkt. Hieraus ergäbe sich – unter der Bedingung vergleichbarer Niederschlagsverhältnisse – eine eiszeitliche Absenkung der Jahresmitteltemperatur von 11,2 °C für die Riß- und 10,5 °C für die Würm-Kaltzeit gegenüber heute. Wahrscheinlich jedoch war es trockener und darum kälter.

## Geschichte und Kultur
Die Landwirtschaft ist im Zagrosgebirge schon seit dem 10. Jahrtausend v. Chr. nachweisbar. Es wird vermutet, dass der Mensch Ziegen zuerst im Zagrosgebirge domestiziert hat. Völker wie die Bakhtiari, die Qashquai, die Kurden und die Luri besiedeln das Zagrosgebirge seit mehreren Jahrtausenden und überlebten dort u. a. als nomadische Hirten. Andere wichtige archäologische Fundplätze sind Jarmo und die Höhlen von Shanidar im irakischen Teil. Die Plätze Hadschi Firuz Tepe und Godin Tepe zeigen, dass in der Zeit zwischen 5400 und 3500 v. Chr. im Zagros Weinbau betrieben wurde. Die ältesten Städte im Zagros sind Anschan und Susa.
Im Altertum sind die Bewohner des Zagrosgebirges durch Bodenfunde und sumerische bzw. akkadische Quellen bekannt. Lulubi und Gutäer fielen in Mesopotamien ein, die Kassiten wanderten ein und begründeten eine langlebige Dynastie in Babylonien. In assyrischer Zeit befanden sich hier etwa die Königreiche Ellipi, Namri, Zamua, Parsua und Karalla. Das Gebirge bildete oft die Grenze zwischen Reichen, wie dem Römischen Reich bzw. Byzantinischen Reich und Partherreich bzw. Sassanidenreich und zwischen den Safawiden und dem Osmanischen Reich.
Heute leben unter anderem Araber, Bachtiaren, Kaschgai, Kurden, Luren und Perser im Zagros.

## Andere Gebirge in Iran
Etwa parallel zum Zagros – ostwärts gegen die großen Wüsten des Landesinneren (Lut/Kawir) – verläuft das etwas kürzere, aber stellenweise etwas höhere Kuhrudgebirge. In Nordiran, in Sichtweite der auf 1600 m liegenden Hauptstadt Teheran, zwischen den Wüsten und den Kaspi-Provinzen, liegt das Elburs-Gebirge (Damavand 5604 m).